# Velká filmová loupež
Velká filmová loupež je československá filmová komedie, kterou v roce 1986 točil režisér Oldřich Lipský a po jeho náhlé smrti (zemřel 19. 10. 1986 během natáčení) dílo dokončil Zdeněk Podskalský. Prakticky celý děj filmu se odehrává na jednom místě – v paláci U Hybernů (resp. v jeho těsné blízkosti) na pozadí velké výstavy "Přehlídka 40 let československé znárodněné kinematografie" a vystupuje v něm většina tehdejších populárních československých herců, mnozí z nich "sami za sebe".

## Děj
Děj se točí okolo vynálezu superholografu, který umožňuje přesun lidí mezi skutečným a filmovým světem. Vynález se dostane do rukou nic netušících komiků, popřípadě jejich dvojníků - amatérských podvodníčků, a ti všichni se stanou terčem zájmu pětice gangsterů.

## Zajímavosti
Na filmu pracovali tři příslušníci známého rodu Lipských – hlavním režisérem filmu byl Oldřich Lipský, Oldřichův syn Dalibor Lipský střihačem a Oldřichův bratr Lubomír Lipský se zde ukázal ve své populární roli svérázného vrátného Hlustvisiháka.
Na webových stránkách fanoušků značky Tatra, zejména vozů Tatra 613, jsou k vidění oblíbené scény z příjezdu delegací k paláci U Hybernů. V kontrastu s tím je prezentováno "úsporné barrandovské autíčko" Fiat 500, ve kterém se na výstavu dostavilo odhadem 20 dalších herců.